# Tenaris S.A.
Tenaris S.A. ist ein Montanunternehmen aus Italien mit Firmensitz in Luxemburg. Das Unternehmen ist im Aktienindex FTSE MIB an der Borsa Italiana gelistet. Tenaris ist mit dem argentinischen Konzern Techint verbunden, der indirekt über 60 % der Anteile der Gesellschaft kontrolliert.
Tenaris produziert Stahl verschiedener Sorten. Zu den Kunden gehören Abnehmer in der Automobil- und Erdölbranche, im Kraftwerk- und Pipelinebau.

## Unternehmensgeschichte
Die Anfänge des Unternehmens reichen zurück bis ins Jahr 1909, in dem die Firma Dalmine begann, in Italien nahtlose Stahlrohre zu produzieren. Durch Zusammenschlüsse bzw. strategische Allianzen mit weiteren Unternehmen entstand 2001 der Markenname Tenaris. Im Folgejahr wurde die Tenaris S.A. gegründet und deren Aktie an den Börsen von New York, Mailand, Buenos Aires und Mexiko-Stadt notiert.